# Consolat General d'Alemanya a Barcelona
El Consolat General de la República Federal d'Alemanya a Barcelona (en alemany: Generalkonsulat der Bundesrepublik Deutschland) és la missió diplomàtica d'Alemanya a la ciutat de Barcelona. La seu es troba a la Torre Mapfre, al número 16-18 del carrer de la Marina, a Barcelona.
El consolat és supervisat per l'ambaixada alemanya a Madrid. Des del 16 d'abril de 2021, el cònsol general és Dirk Joachim Albert Rotenberg.
El 22 de juny de 2012, quan el consolat alemany estava ubicat al número 111 del passeig de Gràcia, fou ocupat pels autodenominats «iaioflautes» durant una estona per protestar contra el rescat bancari i també l'especulació dels bancs alemanys al sud d'Europa. En 2018, en el marc de les mobilitzacions contra la detenció del president de la Generalitat a l'exili Carles Puigdemont per les autoritats alemanyes, es va produir una gran manifestació que va acabar davant del consolat ja en la Torre Mapfre. En la seu consolar no va ser exempt de la tensió i es van produir càrregues policials contra els manifestants. A més, un grup de manifestants van aconseguir despenjar la bandera espanyola que onejava el consolat i la va substituir per l'estelada.